# Ghiacciaio Ahrnsbrak
Il ghiacciaio Ahrnsbrak (in inglese Ahrnsbrak Glacier) è un ghiacciaio situato sulla costa di Zumberge, nella parte occidentale della Terra di Ellsworth, in Antartide. In particolare, il ghiacciaio, il cui punto più alto si trova a oltre 1.400 m s.l.m., è situato sul versante orientale della parte centrale della dorsale Patrimonio, nelle montagne di Ellsworth. Il ghiacciaio fluisce verso nord tra il picco Sutton e il picco Shoemaker, nei colli Impresa, fino a confluire nel flusso del ghiacciaio Unione.

## Storia
Il ghiacciaio Ahrnsbrak fu mappato per la prima volta dal United States Geological Survey basandosi su ricognizioni e fotografie aeree effettuate dalla marina militare degli Stati Uniti d'America tra il 1961 e il 1966, e fu poi battezzato così dal comitato consultivo dei nomi antartici (in inglese Advisory Committee on Antarctic Names) in onore di  William F. Ahrnsbrak un glaciologo statunitense residente alla stazione Palmer nel 1965.